# Evgraf Krendovski

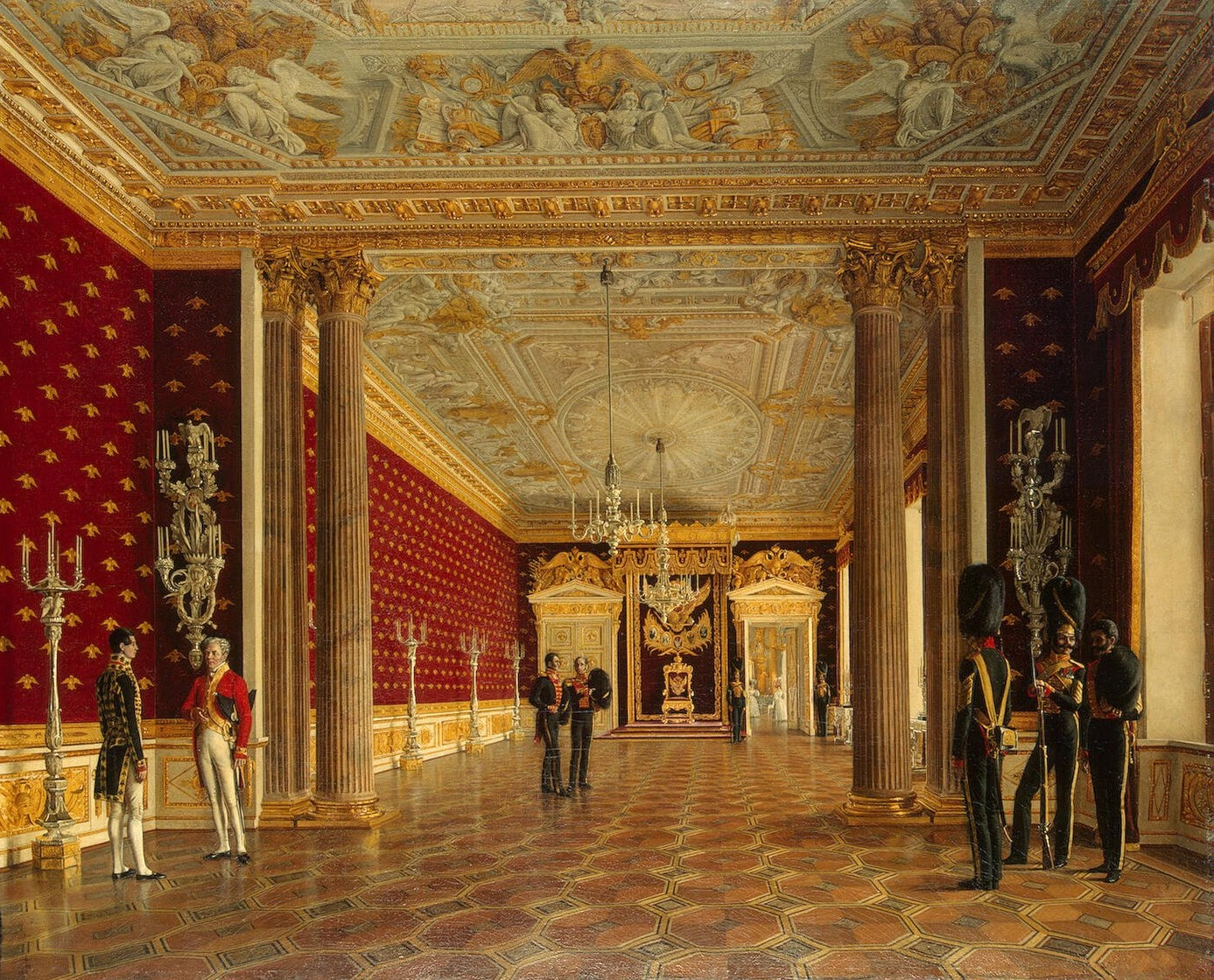
Vista de la Sala del Trono de la emperatriz María Fiódorovna en el Palacio de Invierno (1830-1835) de Krendovski. Óleo sobre lienzo, 91,5 x 120 cm. Museo del Hermitage, San Petersburgo.

Evgraf Fiódorovich Krendovski (Arzamas, 1810 – Izmailovo, provincia de Nizhegorodsk, en la década de 1870) fue un pintor ucraniano, alumno de Alekséi Venetsiánov y uno de los más importantes continuadores de su estilo. Se caracterizó por su interés en la representación objetiva de la naturaleza y en la importancia que concedía a la perspectiva y la luz. También son típicos de su estilo los cuadros en los que representa pasajes interiores con figuras.
En 1830 se trasladó a San Petersburgo, donde recibió clases en la Academia Imperial de las Artes, al tiempo que se convirtió en discípulo de Venetsiánov. Posteriormente, se instaló en Ucrania, donde  desarrolló buena parte de su carrera.
Sus obras forman parte de importantes museos, como el Hermitage (donde se encuentra su Vista de la Sala del Trono de la emperatriz María Fiódorovna en el Palacio de Invierno, 1830-1835) y el Museo Ruso  (Retrato de mujer con vestido violeta) de San Petersburgo o la Galería Tretiakov de Moscú (Reunión de artistas para cazar, 1836).